# Ulster Rugby
O Ulster Rugby é um time profissional de rugby da cidade de Belfast na província de Ulster na Irlanda do Norte fundado em 1879.

## Títulos
- Copa Heineken - (1) 1998-99
- Celtic League - (1) 2005-06